# 北穆拉县
北穆拉县是冰岛的一个旧县，位于东部区。北临北大西洋，南接瓦特納冰原，面積10568平方公里，人口为4,329人，其人口密度为0.40人每平方公里。